# 589
عام 589 م وفيه حدث ما يلي:

## أحداث
- أول مجمع كنسي عقد في طليطلة.
- إعلان الملك القوطي ريكارد الأول دخوله في الكاثوليكية، وترك المسيحية الأريانية.

## مواليد
- أم حبيبة، زوجة النبي محمد.
- محمد بن مسلمة، صحابي.
- براهماغوبتا، عالم رياضيات وفلك هندي.